# Ronen Har-Zvi
Ronen Har-Zvi (Hebreeuws: רונן הר צבי) (Ramat Gan, 13 oktober 1976) is een Israëlisch schaker, in de klasse grootmeester; tevens is hij een schrijver. Op 1 oktober 2005 had hij een FIDE-rating van 2515, hetgeen hem op de 21e plaats onder de Israëlische schakers bracht en de 531e plaats ter wereld. In 2015 was zijn rating 2513.
Har-Zvi groeide op in Israël en leerde op 5-jarige leeftijd schaken van zijn grootvader. In 1992 won hij de titel voor spelers tot 16 jaar op het Wereldkampioenschap schaken voor junioren. Sinds 1995 is hij grootmeester.
In 2008 eindigde hij als tweede op het "Ciudad de Dos Hermanas", het grootste online schaaktoernooi ter wereld. In de finale verloor hij met 3.5-0.5 van Jorge Sammour-Hasbun.
Har-Zvi is commentator en gastheer op de Internet Chess Club. Hij is een columnist voor CHESS magazine.
Naast het schaken werkt Har-Zvi als beurshandelaar. Tot september 2009 woonde hij in Saratoga, in de Amerikaanse staat New York met zijn vrouw Heather, en hun zoon, Aaron. In 2010 werd hij eerste schaakcoach aan de Universiteit van Texas in Brownsville, en verhuisde met zijn gezin naar Brownsville in Texas. Na meer dan twee jaar coaching verliet hij de universiteit en verhuisde naar de agglomeratie Groot-Boston in Massachusetts. In 2013 keerde hij terug naar Israël. 